# Ingbert Michelsen
Ingbert Michelsen (25. oktober 1917 – 8. maj 1991) var en dansk hornist, der fra 1942 virkede i Radiosymfoniorkestret hvor han var 1. solohornist (1945-69). Som medlem af Blæserkvintetten af 1932 var han med til at uropføre mange værk og flere grammofonindspildninger. Med sin syngende, smukke tone og sin elegante teknik har han præget hornspillet i Danmark dels som orkestermusiker, dels som docent og senere professor ved Det Kgl. Danske Musikkonservatorium (1957-84). Som interpret af Mozarts hornkoncerter var han uforlignelig. Han var tillige lærer ved Musikhögskolan i Malmö (1969-78). Han var medlem af Blæserkvintetten af 1932, hvor han afløste Wilhelm Lanzky-Otto. Hans fødested var Skanderborg, og han uddannede sig oprindeligt som tømrer for siden at læse til bygningsingeniør parallelt med musikstudierne. Sin første post fik han i Århus Symfoniorkester, der blev ledet af den legendariske Thomas Jensen.